# Малютин, Мартин Владимирович
Ма́ртин Влади́мирович Малю́тин (род. 5 июля 1999, Омск) — российский пловец, серебряный призёр Олимпийских игр 2020 года, трёхкратный чемпион Европы 2021 года, призёр чемпионатов мира.

## Карьера
Принимал участие в чемпионате Европы по водным видам спорта 2018 года, завоевав серебряную медаль в эстафете среди мужчин 4×200 м вольным стилем и в смешанной 4×200 м вольным стилем.
23 июля 2019 года стал бронзовым призёром чемпионата мира в южнокорейском Кванджу на дистанции 200 метров вольным стилем, разделив 3-е место с британцем Данканом Скоттом, уступив лишь китайцу Сунь Яну и японцу Кацухиро Мацумото.
В мае 2021 года на чемпионате Европы по водным видам спорта, который состоялся в Будапеште, завоевал золотую медаль на дистанции 400 метров вольным стилем, проплыв в финале за 3.44,18. Вторую золотую медаль на этом турнире завоевал в эстафете 4 по 200 метров вольным стилем. 21 мая стал трёхкратным чемпионом Европы, победив на дистанции 200 м вольным стилем с личным рекордом и рекордом чемпионатов Европы — 1.44,79.
Студент Сибирского государственного училища олимпийского резерва. Тренируется под руководством Натальи Николаевны Рощиной.

## Награды
- Медаль ордена «За заслуги перед Отечеством» I степени (11 августа 2021) — за большой вклад в развитие отечественного спорта, высокие спортивные достижения, волю к победе, стойкость и целеустремленность, проявленные на Играх XXXII Олимпиады 2020 года в городе Токио (Япония)[9].